# Hát sli
Hát Sli (vả Sli) là một làn điệu đặc trưng của dân tộc Nùng. Có thể kể đến một số kiểu loại chính như: Người Nùng Cháo có Sli Slình làng, người Nùng Giang có Sli Giang, người Nùng Phàn slình có Sli bốc, Sli Phàn slình...Là một hình thức hát thơ (kiểu như Phong Slư của dân tộc Tày nhưng cơ bản khác nhau về mặt tính chất). Sli của người Nùng được coi là một thể loại trữ tình dùng trong các ngày hội, ngày chợ, ngày cưới, ngày vào nhà mới...Người Nùng trước đây, hầu hết ai cũng biết hát Sli, lời còn được coi như tiếng hát giao duyên. Hát Sli thể hiện sự ứng đối tài hoa của mỗi người với những lời Sli ví von, bóng bẩy, tinh nghịch, xa xôi, ẩn chứa rất nhiều hàm ý...
Hát Sli giao duyên, thường do một đôi trai gái hoặc một vài đôi trai gái thể hiện theo lối đối đáp. Bao giờ cũng có người đứng ra Sli trước (kiểu mời gọi lĩnh xướng). Người hát trước thường là người có giọng vang, trong và phải có khả năng ứng đối khéo léo, tài tình và nhanh nhạy. Khi bên này vừa ngừng tiếng Sli (hỏi) thì bên kia cũng phải có người nhanh chóng cất lời Sli để đáp lại. Lời Sli đôi khi không chỉ bao hàm nội dung mượt mà, tế nhị của chuyện tình cảm của bao đôi trai gái mà còn có cả muôn mặt của đời sống như các hiện tượng tự nhiên, các mốc thời gian cùng sự kiện nhân vật và lịch sử… đôi khi có cả những lời chào mời sang trọng, những lời thách đố kiêu ngạo, đáng yêu
Về hình thức thể loại, nhìn chung Sli có những bài thơ có độ dài ngắn khác nhau. Có bài Sli chỉ khoảng 4 đến 8 câu, lại có những bài Sli dài đến hàng trăm câu ví dụ như Nùng Cháo có sli "slam péc eng tài ( sơn bá anh đài) dài đến 120 câu, câu thơ thường chỉ có từ 5 đến 7 chữ. 
Mang đậm dấu ấn bản sắc của dân tộc Nùng. Đến nay, người biết hát Sli không nhiều, nhất là Sli theo đúng nguyên bản ngày xưa.